# Андрийчук, Виктор Григорьевич
Виктор Григорьевич Андрийчук (родился в 1932 г. в с. Рачин) — советский и украинский экономист, заведующий кафедрой мирового хозяйства и международной экономической интеграции Украинского государственного университета финансов и международной торговли, доктор экономических наук, профессор, академик Академии наук высшей школы Украины, заслуженный деятель науки и техники Украины (2008).
Окончил Львовский торгово-экономический институт. После этого 12 лет работал на ответственных должностях в торговле.
Защитил кандидатскую диссертацию в Киевском научно-исследовательском институте министерства торговли СССР, где его оставили работать.
Он — автор более 400 научных трудов, в том числе учебных пособий и монографий.

## Звания, награды
- Заслуженный деятель науки и техники Украины.[1]
- Орден Петра Могилы.
- Почетный знак «Отличник образования Украины».
- Нагрудный знак «За добросовестный труд» 1 степени.